# Polyhedron
Polyhedron era la pubblicazione ufficiale della RPGA (Roleplaying Gamers Association - "Associazione dei Giocatori di Ruolo"). Iniziò le pubblicazioni nel 1981 ed era indirizzata ai giocatori del gioco di ruolo Dungeons & Dragons. Gli articoli venivano scritti dai giocatori per altri giocatori, sulla falsariga della rivista Dragon e inoltre conteneva articoli sulla vita della RPGA e sugli eventi che organizzava.
Nel 2002, la Paizo Publishing acquisì i diritti di pubblicazione e la fuse con la rivista sorella Dungeon per formare un'unica rivista. In seguito a un cambio del formato editoriale di Dungeon le pagine dedicate a Polyhedron furono soppresse nell'agosto del 2004.

## Dal 1981 al 2002
La rivista iniziò le pubblicazioni nel 1981. Gli articoli erano scritti da giocatori per altri giocatori nello stile di Dragon e includevano informazioni sull'appartenenza alla RPGA e sui sugli eventi organizzati. La rivista fu nominalmente trimestrale dal maggio 1981 fino al febbraio 1982, bimestrale dall'aprile 1983 fino al maggio 1991 e mensile dal giugno 1991 fino al novembre 1996. La sua pubblicazione cessò fino all'ottobre 1997 e riprese con cadenza bimestrale (con alcune irregolarit) fino al maggio 2003. Infine fu ancora mensile dal giugno 2003 fino al numero finale nell'agosto 2004. Per diversi anni fu disponibile solo ai membri della RPGA e veniva inviato ai soci iscritti.
Il colophon elenca diversi editori formali (occasionalmente omettendo questa informazione), tra cui E. Gary Gygax (numeri 1-11); Kim Eastland (12-15); Mike Cook (irregolarmente 32-50); Jack Beuttell (51-68); Rick Behling (69-76 e 91-111); James Ward (77-90); TSR (112-141); Wizards of the Coast (irregolarmente 142-149) e Paizo Publishing (dal 153 in avanti). Tra i curatori editoriali ci furono Frank Mentzer (1-4); Mary Kirchoff (5-21); Penny Petticord (22-31); Skip Williams (33, 34, 37, 39); Jean Rabe (36, 38, 40-103); Dave Gross (104-107); Duane Maxwell (107-118); Jeff Quick (122-134) e Erik Mona (dal 138 in avanti). Furono anche pubblicati due numeri speciali — una pubblicazione introduttiva (Jean Rabe, 1989) che successivamente venne inviata regolarmente ai nuovi membri dell'RPGA e un numero dedicato alla Gen Con 1999 (Sean Glenn, 1999) che venne distribuita alla Gen Con di quell'anno. 
La pubblicazione della rivista fu discretamente erratica e i contenuti molto diseguali fino al momento in cui Jan Rabe divenne curatore della rivista. In questo periodo la rivista fu pubblicata con una cadenza mensile regolare e i contenuti furono sviluppati in rubriche regolari e i contenuti legati a temi mensili. Rabe ne rinforzò anche la qualità e fu anche più rigoroso nel controllo del materiale degli articoli, che in precedenza erano più amatoriali. In questo periodo anche la grafica di copertina migliorò notevolmente.
| Numeri  | Numero pagine (circa) |
| ------- | --------------------- |
| 1-8     | 16-20                 |
| 9-128   | 32-36                 |
| 131-143 | 32-48                 |
| 144-    | da 40 a 60            |

Il conteggio delle pagine di Polyhedron è problematico perché spesso (ma non sempre) la busta in cui era spedito era contata nella pagina e lo stesso vale per la copertina, a volte contata, a volte no. 
Lo stile di copertina variò spesso e include disegni in bianco e nero nei numeri dall'1 al 39, una singola colonna banda colorata con esagoni nei numeri da 40 a 51, copertina di un singolo colore (inclusa la banda laterale con esagoni) dal numero 52 al 74, copertina di un singolo colore con un gruppo di esagoni in alto a sinistra nei numeri dal 78 al 119, variabile dai numeri 120 al 143 e patinata dal numero 144 in avanti.
I numeri della rivista sono numeri progressivamente, ma anche in volume e numero dall'1 al 148 e quindi ancora dal numero 161. Comunque la numerazione in volume/numero è spesso stampata sbagliata (sono noti almeno quindi errori nei primi 148 numeri), il numero progressivo è più affidabile.

## Dal 2002 al 2004
Nel settembre 2020 la Paizo Publishing acquistò i diritti di pubblicazione di Polyhedron e di Dungeon e le fuse per formare un'unica rivista (il numero 90 di Dungeon e il 149 di Polyhedron corrispondono alla stessa rivista fisica e questa numerazione duale continuerà per tutto questo periodo). Con questo terminò l'associazione di Polyhedron con la RPGA e segnò il cambiamento della rivista, dall'essere concentrata principalmente su Dungeons & Dragons a dedicarsi in generale a giochi basati sul d20 System, presentando spesso nuovi semplici giochi di ruolo basati con questo sistema e supportando giochi d20 non legati a D&D, come per esempio d20 Modern. Infine un'altra rivista precedentemente separata, il Living Greyhawk Journal, divenne per un breve periodo una sezione di Polyhedron.
Le vendite di questa versione di Polyhedron non furono buone, un fatto attribuito all'unione di due riviste con target differenti in una singola confezione a prezzo maggiorato. La sezione di Polyhedron fu rimossa da Dungeon durante un'operazione di rinnovo della rivista nel 2004 e Polyhedron non venne più pubblicato.

## 2005
Dal marzo al novembre 2005 la Wizards of the Coast usò il nome Polyhedron per una newsletter con collegamenti che puntavano al suo sito web. La newsletter generalmente conteneva recensione e annunci di prodotti e un fumetto.

## Ricezione
Polyhedron ricevette l'Origins Award come "Miglior rivista d'avventura amatoriale del 1987".